# Марк Канулей
Марк Канулей (Marcus Canuleius) е политик на ранната Римска република през втората половина на 5 век пр.н.е.
Произлиза от плебейската фамилия Канулеи. Вероятно е син на Гай Канулей (народен трибун 445 пр.н.е., автор на lex Canuleia).
През 420 пр.н.е. Марк Канулей e народен трибун. Неговите колеги са Авъл Антисций и Секст Помпилий.
През 420 пр.н.е. консулският военен трибун Авъл Семпроний Атрацин манипулира изборите за квестори в полза на патрициянския кандидат и си навлича омразата на народните трибуни. Те подновяват затова от две години спряния процес против неговия братовчед Гай Семпроний Атрацин, заради грешки през войната против волските през 423 пр.н.е. Гай е осъден на висока парична глоба.